# Юквар
Юквар (лезг. Юкьвар, Юкьварар) —  лезгинская национальная борьба. Юквар представляет собой национальный вид борьбы, зародившийся в лезгинской культуре сохраняя традиции и культурное наследие лезгинского народа. Популярна в Южном Дагестане и в северных районах Азербайджана. 

## История
Одним из важнейших средств физического воспитания лезгинского народа издавна была народная борьба юкьварар. Соревнования традиционно проводились во время календарных праздников, таких как праздник встречи весны «Яран-сувар», праздник цветов «Цуькверин сувар», праздник черешни «ТIинирин сувар» и другие. Иногда они также устраивались в свободное от работы время, когда мужчины собирались на общественной площади («кимел»).

## Правила
Перед схваткой борцы исполняют танец — «лезгинку», чтобы разогреться и психологически настроиться на поединок. Такое начало поединка служит своего рода "разведкой" сил и способностей соперника.
Лезгинская национальная борьба Юкьварар существует в двух основных формах. В первой из них соперники начинают поединок, держась друг за друга за плечи.
Поединок ведется исключительно в стойке, без продолжения на земле, с использованием подножек, подсечек, бросков с помощью ног и других приемов. Для победы в некоторых регионах необходимо опрокинуть соперника на землю, тогда как в других местах, например, в ауле Ахты, поражением считается касание земли коленом.
Во втором виде Къуршахар лезгинской борьбы схватка начинается с обоюдного захвата за пояса, который удерживается хотя бы одной рукой до конца поединка. Для выполнения бросков разрешается временно отпускать пояс одной рукой. В этой форме борьбы используются броски через бедро и различные приемы с захватом за руки.